# Ферден (Алер)
Ферден (њем. Verden) град је у њемачкој савезној држави Доња Саксонија. Једно је од 11 општинских средишта округа Ферден. Према процјени из 2010. у граду је живјело 26.737 становника. Посједује регионалну шифру (AGS) 3361012, NUTS (DE93B) и LOCODE (DE VER) код.

## Географски и демографски подаци
Ферден се налази у савезној држави Доња Саксонија у округу Ферден. Град се налази на надморској висини од 20 метара. Површина општине износи 71,6 km². У самом граду је, према процјени из 2010. године, живјело 26.737 становника. Просјечна густина становништва износи 374 становника/km².

## Међународна сарадња
| Мјесто           | Држава               | Врста сарадње | Од    |
| ---------------- | -------------------- | ------------- | ----- |
| Зјелона Гора     | Пољска               | контакт       | 1990. |
| Багратионовск    | Русија               | партнерство   | 1996. |
| Горово Илавецкје | Пољска               | партнерство   | 1996. |
| Зјелона Гора     | Пољска               | партнерство   | 1993. |
| Ворик            | Уједињено Краљевство | партнерство   | 1990. |
|                  | Француска            | партнерство   | 1967. |
| Извор            |                      |               |       |